# Сражение при Джунисе
Сражение при Джунисе (серб. Битка на Ђунису) произошло 29 октября 1876 года во время сербско-турецкой войны между сербской и османской армиями. Выиграв сражение на левом берегу Южной Моравы у Джуниса, турецкая армия создала условия для дальнейшего наступления, но из-за российской угрозы вынуждена была 1 ноября согласиться на перемирие.
После предыдущих сражений октября 1876 года обе армии использовали семидневное затишье для подготовки к сражению при Джунисе. Новая линия фронта прошла по линии Джуниски вис - Каоник – Чокотин гроб – Позлата – Рлица. Укрепления на Джуниски Вис имели три линии траншей. Главнокомандующий сербской армией генерал Черняев еще ранее доложил князю Милану, что на Джунисе будет решающее сражение. Сам Джуниска Вис находился в густом лесу, поэтому большая работа по расчистке леса перед некоторыми укреплениями была завершена только накануне самой битвы.
23 октября турки безуспешно атаковали Джунис с фронта и с левого фланга. В этой атаке, наступая от Кревета через Каоник, турецкая армия захватила деревню Джунис, но из-за сильного огня с холма Джуниса и раскисшего грунта им пришлось отступить на позиции перед Каоником.
В 7:30 часов утра 29 октября турецкая артиллерия открыла огонь, главным образом, по линии Панковац — монастырь Святого Нестора; сербская артиллерия, захваченная врасплох, начала действовать только полчаса спустя. Подготовка атаки продолжалась до 13:00. Турки прежде всего заняли Дольны Льюбес и отбросили сербов к Витковацу, но вскоре их наступление было задержано огнем Трубаревских батарей. В то же время генерал Черняев двинул на позицию центра общий резерв, который опрокинул турок к Горни Льюбесу.
В это же время на левом турецком фланге две дивизии отбросили передовые части сербов к Мало Шелиговацу и Пасьяку, после чего полковник Джура Хорватович, командовавший правым сербским флангом, отошел несколько назад и ограничился обороной высот южнее Гаглова и Ново-Села и прикрытием Крушевацкого шоссе.
Как только турецкая армия добилась успеха против корпуса Хорватовича, она начала широкомасштабную атаку на укрепления самого Джуниса. Около часу дня дивизии Сулеймана и Гафиза начали наступление и овладели передовой позицией центра от Дольного Льюбеса до Каоника. Правым флангом они атаковали вдоль Моравы через Витановаци к Святому Нестору.  Один батальон дивизии Гафиза незаметно для сербов, через лесной овраг, вышел в тыл левофланговому редуту на горе Святого Нестора; турки оттеснили сербский батальон, стоявший за укреплением, и ворвались с горжи в редут и взяли его. Ошеломленные сербы покинули другие укрепления и бросились бежать вниз с горы.
Но ни личная храбрость Черняева, ни мужество русских добровольцев не могли остановить турок. Паника сообщилась всем сербским войскам в центре, и они устремились к Делиградскому мосту, где произошла давка, и много людей утонуло в Мораве. 
Около 15:00 турки овладели высотами у монастыря Святого Нестора и близ Панковаца и перевели туда же часть своей артиллерии, которая открыла огонь по Трубаревским мостам. После поражения полковник Меженинов, командующий укреплениями Джуниса, бросился к Черняеву и сообщил ему, будто все сербы бежали, а все русские убиты; тот, не проверив, отправил сообщение российскому императору. Позже они убедились, что это было ложное сообщение. Черняев приказал Хорватовичу отступить со своим корпусом и защищать Крушевац, а командующему Алексинацкими укреплениями приказал отступить к Сокобане. Пользуясь наступлением темноты, остатки сербской армии отступили на правый берег Моравы к Ражану. После этого Черняев попросил князя Милана добиваться перемирия. 
В сражении при Джунисе сербы потеряли 12 орудий и не менее 6 тысяч убитыми, ранеными и без вести пропавшими. Потери турок были около 3 тысяч.